# Indira Varma

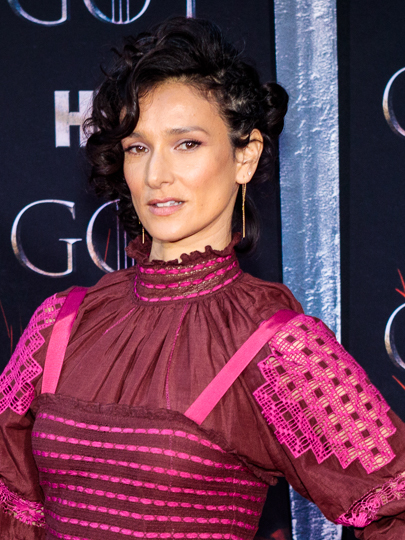
Indira Varma (2019)

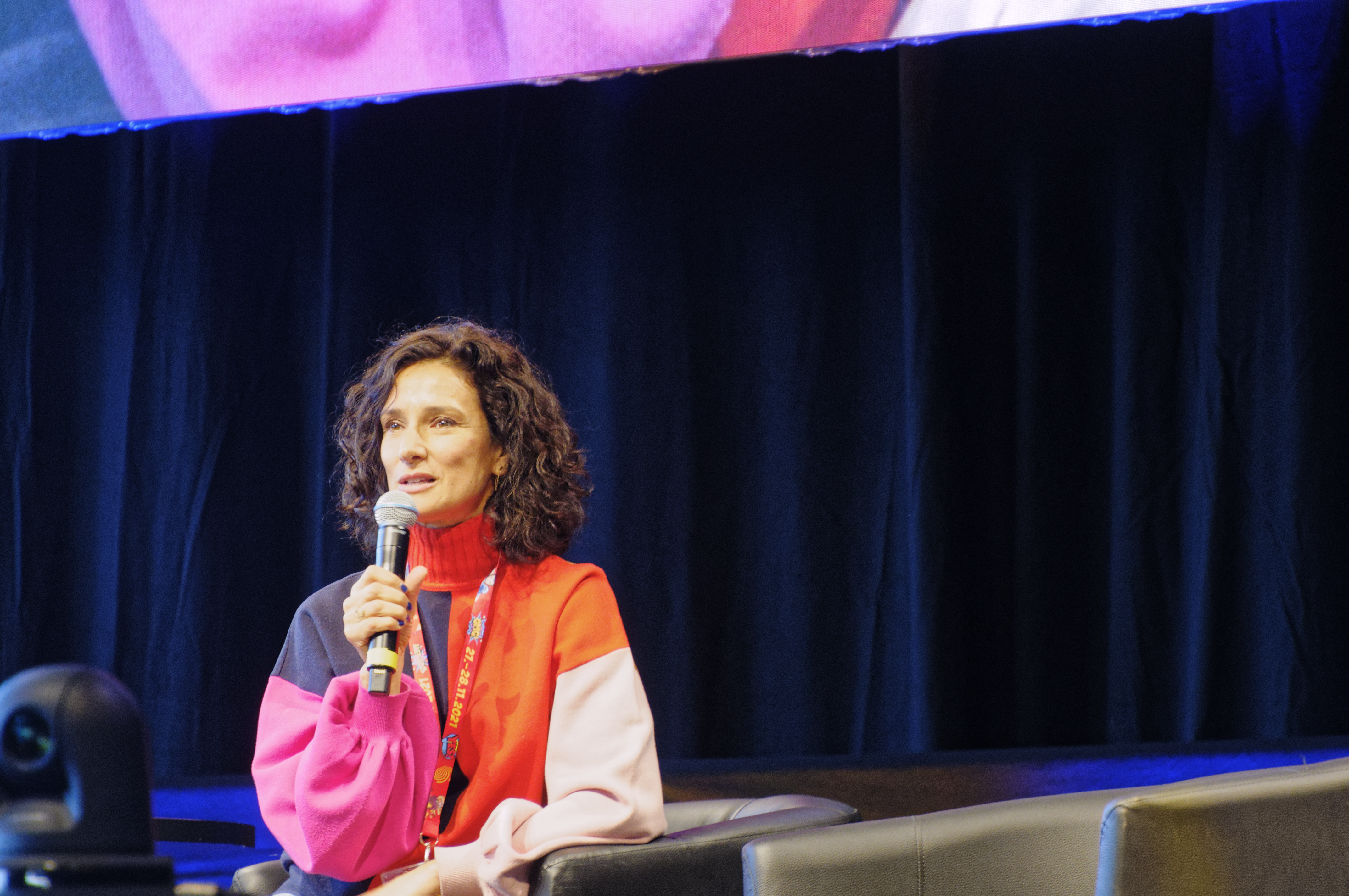
Indira Varma (2022)

Indira Varma (* 27. September 1973 in Bath) ist eine britische Schauspielerin. Sie wurde durch Fernsehauftritte und Filmrollen, unter anderem in Kama Sutra: A Tale of Love, Liebe lieber indisch, als Ellaria Sand in Game of Thrones und durch die Drama-Fernsehserie Rom bekannt.

## Leben und Karriere
Varma wurde 1973 in der englischen Grafschaft Somerset als Tochter eines indischen Vaters und einer Schweizer Mutter geboren. Ihre ersten Schauspielerfahrungen machte sie an der Musical Youth Theatre Company (MYTC), einem Theater in Bath, und von 1992 bis 1995 an der Royal Academy of Dramatic Art (RADA), einer renommierten Schauspielschule für Dramatik.
Varmas Karriere begann 1996 in Bollywood mit dem Film Kamasutra: A Tale of Love. Da die damalige indische Regierung den Film wegen des kontroversen Inhalts indiziert hätte, erschien er zunächst unter dem Titel Maya & Tara. Nach ihrer Rolle in diesem Film – der mit einem Independent Spirit Award ausgezeichnet wurde – zeigte die Filmindustrie großes Interesse an ihr: innerhalb von zehn Jahren spielte sie in über 20 Filmen in Indien, dem Vereinigten Königreich und Deutschland mit.
International bekannt wurde Varma schließlich durch ihre Rollen als Niobe in der Fernsehserie Rom und als Ellaria Sand in Game of Thrones. 2022 spielte sie als Tala Durith in der Star-Wars-Serie Obi-Wan Kenobi mit.

## Filmografie (Auswahl)
- 1996: Clancy’s Kitchen
- 1996: Kama Sutra: A Tale of Love
- 1997: Sixth Happiness
- 1998: Jinnah
- 1999: Psychos (Fernsehserie)
- 2000: Sci-Fright (Fernsehserie)
- 2000: Other People’s Children (Fernsehserie)
- 2000: Zehn wahnsinnige Tage (Fernsehfilm)
- 2001: Flucht vor der Vergangenheit (The Whistle-Blower, Fernsehfilm)
- 2002: Mad Dogs
- 2003: Reversals (Fernsehfilm)
- 2004: Liebe lieber indisch (Bride & Prejudice)
- 2004: Donovan (Fernsehserie)
- 2005: Broken News (Fernsehserie, 6 Episoden)
- 2005: A Waste of Shame: The Mystery of Shakespeare and His Sonnets (Fernsehfilm)
- 2005–2007: Rom (Fernsehserie, 14 Episoden)
- 2005: Schock (The Quatermass Experiment, Fernsehfilm)
- 2006: Inspector Lynley (The Inspector Lynley Mysteries, Fernsehserie, Folge In the Blink of an Eye)
- 2006: Basic Instinct – Neues Spiel für Catherine Tramell (Basic Instinct 2)
- 2006: Torchwood (Fernsehserie, 2 Episoden)
- 2007: Comanche Moon
- 2007: Sex and Death 101
- 2008: Bones – Die Knochenjägerin (Bones, Fernsehserie, 2 Episoden)
- 2008: Criminal Intent – Verbrechen im Visier (Fernsehserie, eine Episode)
- 2010: Hustle – Unehrlich währt am längsten (Hustle, Fernsehserie, 2 Episoden)
- 2010: Luther (Fernsehserie, 7 Episoden)
- 2010–2011: Human Target (Fernsehserie, 13 Episoden)
- 2012: Die Tore der Welt (World Without End, Fernsehmehrteiler)
- 2012: Hunted – Vertraue niemandem (Hunted, Fernsehserie, 4 Episoden)
- 2013: Mindscape
- 2014–2017: Game of Thrones (Fernsehserie, 13 Episoden)
- 2014: Exodus: Götter und Könige (Exodus: Gods and Kings)
- 2016: Una
- 2016: Paranoid (Fernsehserie, 8 Episoden)
- 2018: Patrick Melrose (Fernsehserie, 3 Episoden)
- 2019: Close – Dem Feind zu nah (Close)
- 2019: Official Secrets
- 2019: Carnival Row (Fernsehserie, 8 Episoden)
- 2020–2021:  Spitting Image (Animationsserie, 16 Episoden)
- 2020–2021: For Life (Fernsehserie, 18 Episoden)
- 2021: Crisis
- seit 2022 The Legend of Vox Machina (Animationsserie, 17 Episoden)
- 2022: The Capture (Fernsehserie, 6 Episoden)
- 2022: Obi-Wan Kenobi (Miniserie, 3 Episoden)
- 2023: Obsession (Miniserie, 4 Episoden)
- 2023: Mission: Impossible – Dead Reckoning Teil Eins (Mission: Impossible – Dead Reckoning Part One)
- 2023: Drei Gänge und ein Todesfall (The Trouble with Jessica)
- 2024: Doctor Who (Fernsehserie, Episode 1x06)
- 2024: The Assessment
- seit 2024 Creature Commandos (Animationsserie, Stimme)